# Holger Güssefeld
Holger Joachim Güssefeld (* 31. August 1942 in Hamburg; † 24. Mai 2022 in Hamburg) war ein Aktivist und langjähriger Mitarbeiter des World Future Council.

## Biographie
Holger Güssefeld begann, nach einem abgebrochenen Psychologie-Studium, 1967 als Texter und Konzeptentwickler in der Werbung. Stationen waren unter anderem die Agenturen Lintas und FCB Wilkens. Als Kreativberater arbeitete er in den 70ern außerdem für Rudi Carrell (Entwicklung von Spielideen für „Am laufenden Band“), als Fernsehautor („Sesamstraße“, Sketche) und begann künstlerische Happenings im öffentlichen Raum zu gestalten.
Unter dem Pseudonym Richard Ganter veröffentlichte er 1980 bei Rowohlt das Buch Die Sprüchemacher, welches 1981 den Deutschen Jugendliteraturpreis erhielt. 
Im November 1986 flog er mit 35 Kindern von Frankfurt nach Washington um 230.000 Kinderbriefe dem amerikanischen Präsident Ronald Reagan und dem sowjetischen Generalsekretär Michael Gorbatschow zu übergeben. Organisiert hatte Holger Güssefeld diese Kinderbriefaktion und Übergabe in seiner Eigenschaft als Vorsitzender des, eigens von ihm dafür gegründeten, Peace Bird e.V.  Im Heyne Verlag erschien dazu 1989 das Buch Kinder für den Frieden, in dem einige der Briefe und gemalten Bilder, über ihre Ängste und Hoffnung auf Frieden, dokumentiert wurden. Das Nachwort zu diesem Buch schrieb Holger Güssefeld. Später entwickelte er seine Peace Bird Idee weiter zu persönlichen Friedensverträgen, den Peacetreaties.
1988 entwickelte er für OK Radio das Flash-Mob-Spektakel Huch am Samstag. Mit seiner Eventagentur Güssefeld & Kirsche ließ er das Stadtspiel unter dem Namen Halluzi von 1992 bis 1994 mit dem Sponsor Schaulandt wieder aufleben. Lightwave nannte er seine Aktion Blinken für den Frieden, mit der ab 18. Februar 2003 bis in den März gegen den Golfkrieg demonstriert wurde.
2006 startete Holger Güssefeld das Projekt Santa Fu – heiße Ware aus dem Knast, dessen Produkte in der Justizvollzugsanstalt Hamburg Fuhlsbüttel entwickelt, hergestellt und bearbeitet wurden. Ein Teil der Einnahmen fließt an die Opferhilfsorganisation Weißer Ring als kleine persönliche Wiedergutmachung der beteiligten Gefangenen.
Als Senior Advisor des World Future Council bereite er mit Hamburger Schülern die Gründungsurkunde des von Jakob von Uexküll initiierten „World Future Councils Verpflichtung an zukünftige Generationen“ vor. Diese wurde von 50 Ratsmitgliedern aus aller Welt im Hamburger Rathaus unterzeichnet. Sie verpflichteten sich „alles in unserer Macht Stehende zu tun, um das Leben auf unserem Planeten in all seiner Schönheit und Vielfalt für zukünftige Generationen zu erhalten“.
Er organisierte beim World Future Council die KidsCall Kampagne, in der Kinder aus aller Welt in Briefen, Bildern und Videos ihre Hoffnungen und Sorgen über Klimachaos und Umweltzerstörung beschrieben. Beim Hamburger Life on Earth Konzert im Juli 2007 organisierte er einen Auftritt von Kindern mit Bianca Jagger. 10.000 Botschaften von Kindern und Jugendlichen aus 45 Ländern wurden auf 10 Meter langen Schriftrollen an die G8 im Juli 2008 überreicht.
Im Jahr 2009 moderierte er die Veranstaltung Menschenrecht auf gesunde Nahrung: Was können deutsche Städte von Belo Horizonte lernen? Er co-produzierte den World Future Council Film „Die Stadt, die den Hunger bekämpfte. Belo Horizonte: Das Recht auf Nahrung“.
Anlässlich des internationalen Jahrs der Biodiversität produzierte er zusammen mit den Filmemacher Jan van den Berg für den World Future Council den Film: A cinematic tribute to Costa Rica’s Biodiversity Policy und verbrachte Zeit mit indigenen Völkern Costa Ricas.
In 2012 organisierte er die Preisverleihung des Future Policy Awards zu den weltbesten Waldschutzgesetzen im New Yorker Central Park. Jakob von Uexküll, die Preisträger und der Fotograf Yann-Arthus Bertrand waren vor Ort.
Bertrand trug Fotografien zu der Ausstellung bei. Holger organisierte auch ein Insektenbuffet als Beitrag für Wald- und Klimaschutz.
Im Juni 2012 wurde nach seiner Idee das Brotpanzerprojekt beim Rio+20 Gipfel in Rio de Janeiro vorgestellt und international Beachtung geschenkt.
Er gewann 22 Nobelpreisträger einen Appell zu unterzeichnen, militärische Ausgaben zu reduzieren und den Hunger zu bekämpfen. Im darauffolgenden Jahr wurde auf dem Weltjugendtag der Forderung Redirect Military Spendings durch das Symbol des Brotpanzers nochmals Nachdruck verliehen. Mit 3-D Street Art vor dem Bundestag rief er im September 2016 zu Abrüstung und nachhaltiger Entwicklung auf und warnte vor den Gefahren nuklearer Aufrüstung. So nahm er auch am World Future Forum/10th Annual General Meeting vom 30. März bis 2. April 2017 in Bregenz (Österreich) teil, um die Best Policies for Future Generations auszuzeichnen. Nach seiner Idee entstand die Aktion Count The Nuclear Weapons, mit der 2019 die weltweite Verschwendung angeprangert wurde.
Gemeinsam mit Josef Schewe hat Holger Güssefeld eine neuartige Wanduhr entwickelt, um den Lauf der Zeit auf minimalistische Weise sichtbar zu machen. In der Ausgabe der ZEIT vom 22. Juli 2021 erschien ein Leserbrief von Holger Güssefeld mit der Aufforderung, Change Clubs zu gründen, was in der Folge tatsächlich geschah.

## Privatleben
Holger Güssefeld war verheiratet und hinterließ drei Kinder. Seine Grabstätte befindet sich auf dem Friedhof Ohlsdorf (Planquadrat S 25).

## Ehrungen
- Deutscher Jugendliteraturpreis 1981[33]
- Santa Fu – Deutschland / Land der Ideen 2007[34][35]